# Rastakayakwanna
Rastakayakwanna je čtvrté studiové album ostravské hudební skupiny Buty, vydané roku 1997 společností Sony Music.

## Seznam skladeb
| Pořadí | Název                  | Délka |
| ------ | ---------------------- | ----- |
| 1.     | Lanovka                | 1:48  |
| 2.     | Trumpeta               | 3:09  |
| 3.     | Cesta byla suchá       | 2:47  |
| 4.     | Až já budu svatý       | 1:32  |
| 5.     | Krtek                  | 2:37  |
| 6.     | Normální den na frontě | 3:28  |
| 7.     | Bílý kvítku rozkvétáš  | 0:33  |
| 8.     | Pod kloboukem pták     | 3:30  |
| 9.     | Brutwanna              | 2:52  |
| 10.    | Do Ruska               | 2:31  |
| 11.    | Mucha jde              | 2:18  |
| 12.    | Dva stavební stroje    | 2:08  |
| 13.    | Pocit                  | 3:15  |
| 14.    | Na na na na            | 3:43  |
| 15.    | Tadymáš                | 4:15  |
| 16.    | Vlaky                  | 2:40  |
| 17.    | Fakír v lázních        | 5:11  |
| 18.    | Ledňáček               | 2:17  |
| 19.    | Maso                   | 1:32  |
| 20.    | Včera jsem se          | 2:51  |
| 21.    | Pan vedoucí            | 3:08  |

## Hudební aranžmá
Autorem skladeb a textů na albu je Radek Pastrňák, Andrei Toader - 3 (text), 14, 18, 19 (hudba spolu s R.P.), 20 (hudba spolu s R.P.), Milan Nytra - 12.